# Pingasa crenaria
Pingasa crenaria är en fjärilsart som beskrevs av Achille Guenée 1858. Pingasa crenaria ingår i släktet Pingasa och familjen mätare. Inga underarter finns listade i Catalogue of Life.